# Tervise Paradiis
Le paradis de la santé (en estonien : Tervise Paradiis) est un hôtel et un parc aquatique à Pärnu en Estonie.

## Présentation
L'hôtel et le centre aquatique ont été ouverts le 29 février 2004.
Le complexe comprend un hôtel quatre étoiles de 244 lits, un centre aquatique, un centre de sauna, un spa, une piscine, une salle d'aérobic, une salle de sport, un bowling, des restaurants et des bars, des salles de séminaire et une boutique.
Tervise Paradiis est le plus grand parc aquatique d'Estonie. Les attractions du parc aquatique comprennent cinq toboggans, une plate-forme de plongée, des piscines, des rapides et des bains à remous.
Le complexe appartient à la société Tervise Paradiis OÜ, dont le propriétaire est le sanatorium Tervis,.

## Galerie

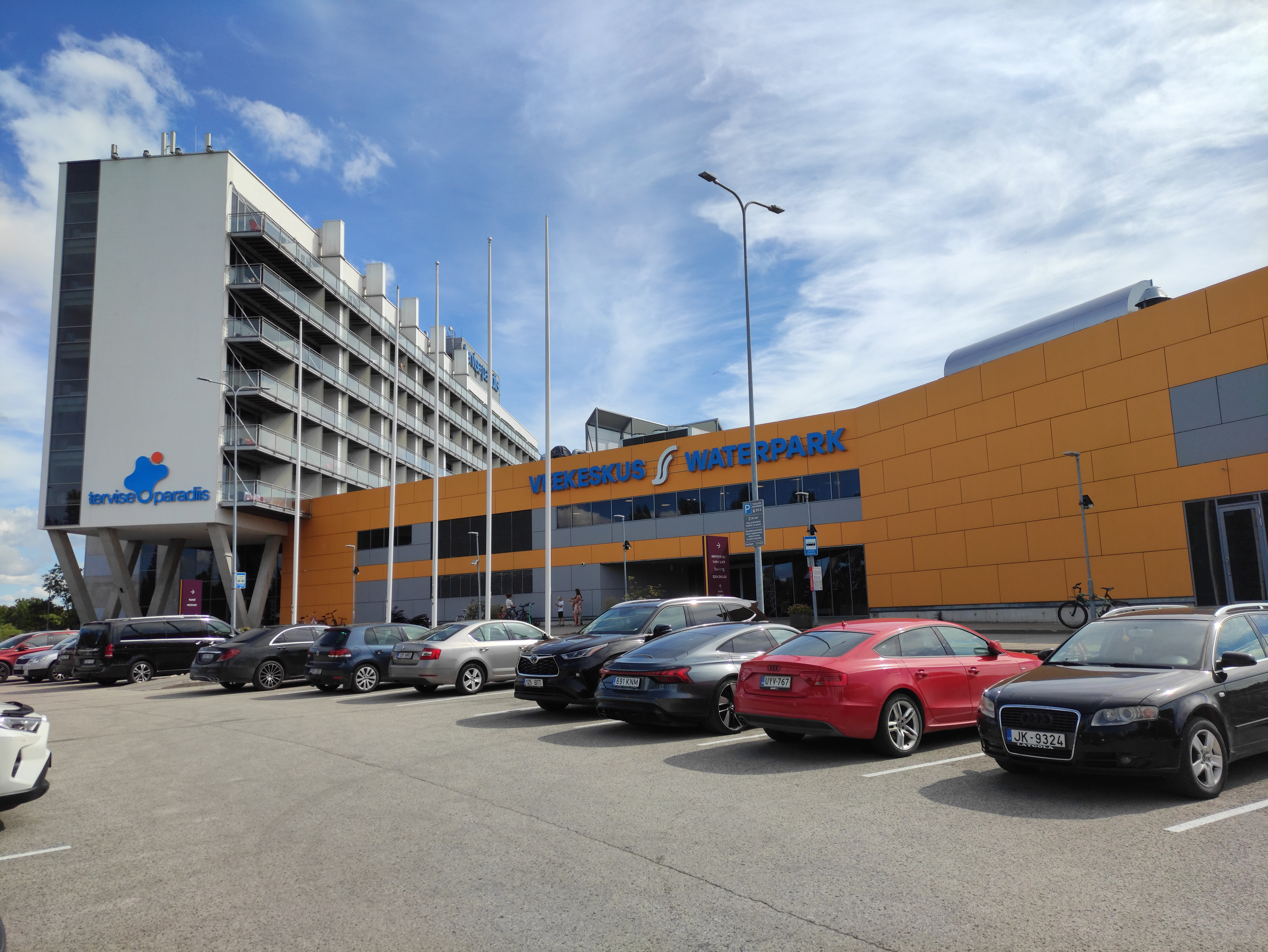
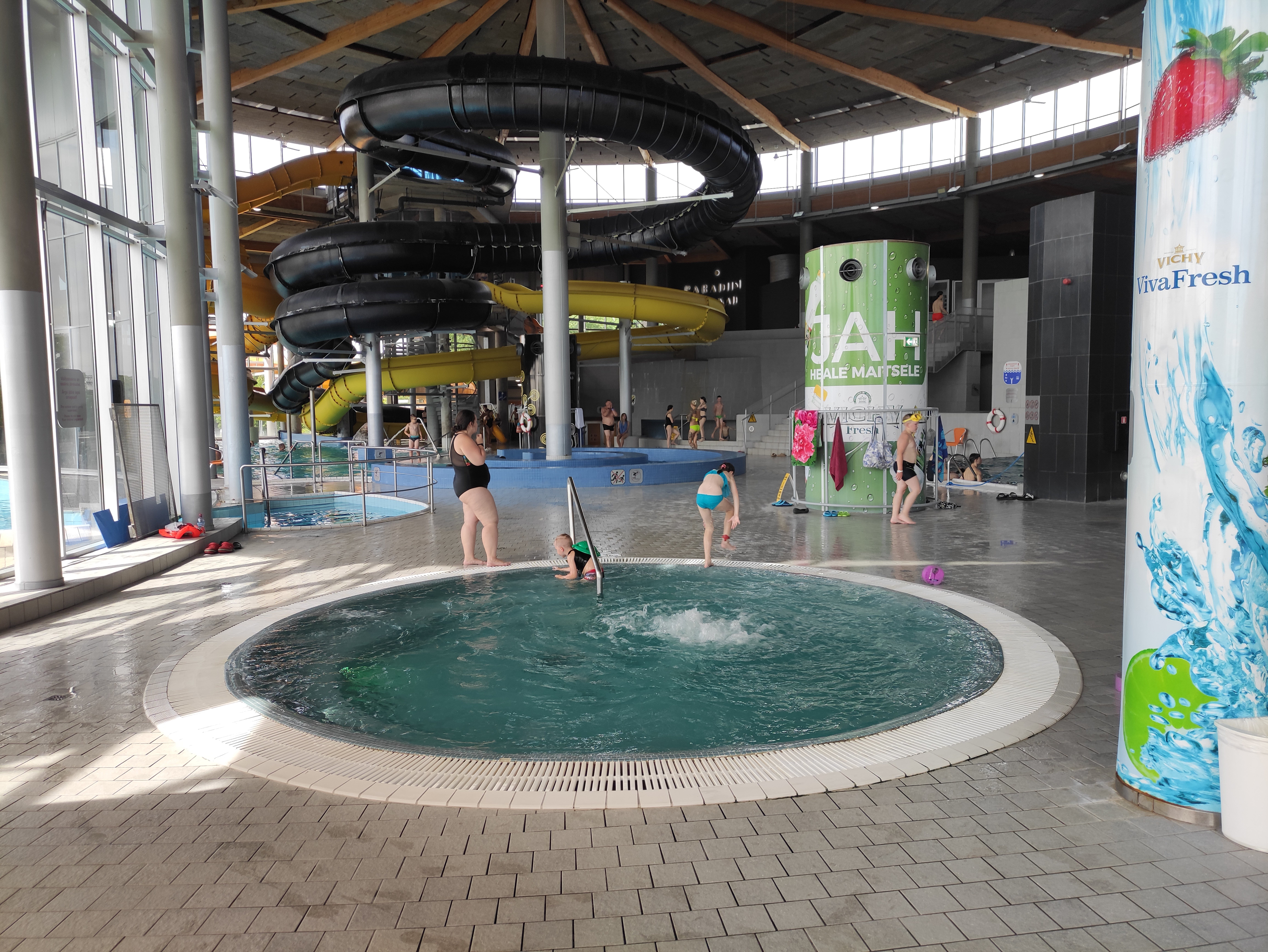
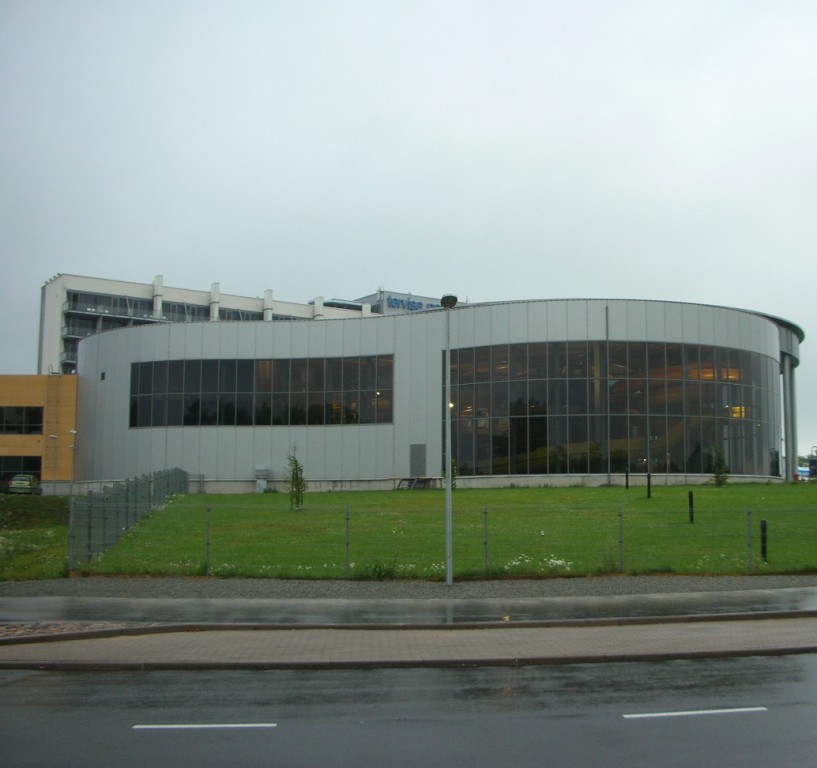